# Agnes Bernauer

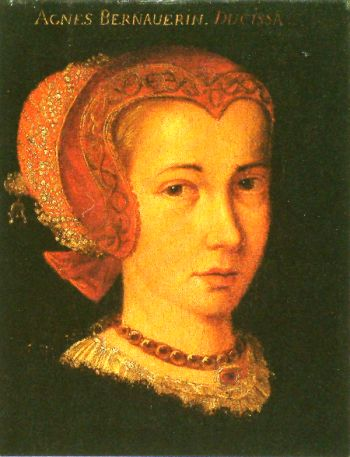
Agnes Bernauer, XVIII-wieczna kopia XVI-wiecznego portretu

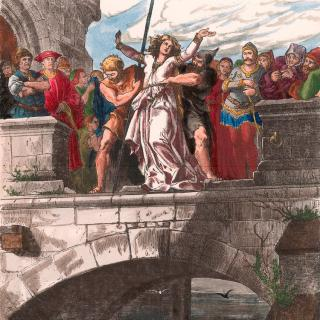
Śmierć Agnes Bernauer, barwiony drzeworyt z ok. 1880 r.

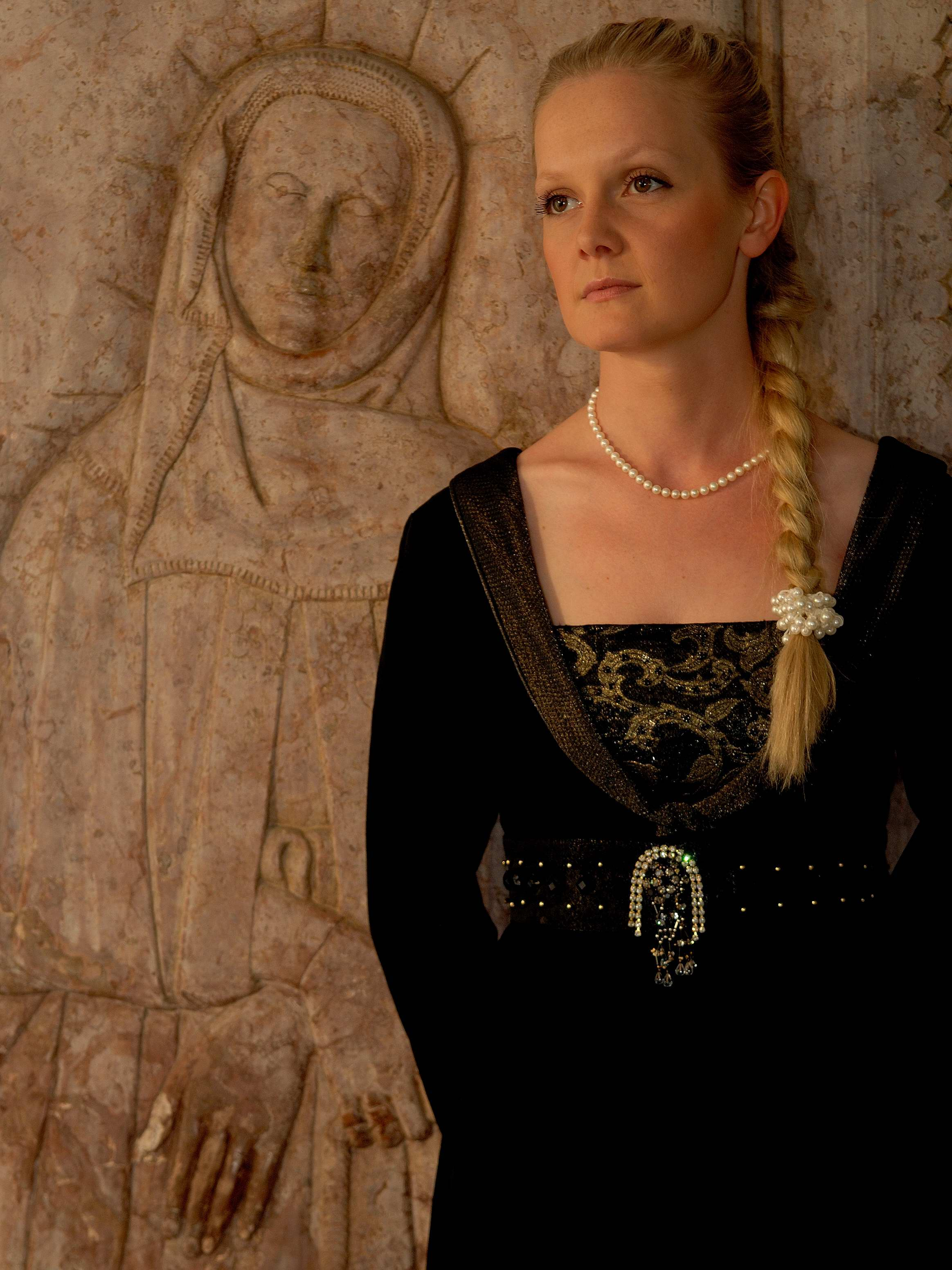
Płyta nagrobna Agnes Bernauer w kaplicy Bernauerów na cmentarzu w Straubing i Carmen Hartmannsgruber, odtwórczyni jej roli na festiwalu Bernauerowskim w Straubing w 2007 r.

Agnes Bernauer (ur. być może ok. 1410 r., zm. 12 października 1435 r. w Straubing) – żona dziedzica księstwa Bawarii-Monachium Albrechta, bohaterka legendy i licznych utworów dramatycznych.

## Życie
Agnes Bernauer pochodziła z mieszczańskiej rodziny z Augsburga. Istnieją jedynie nieliczne wiadomości na temat jej życia, nie jest pewne jej dokładne pochodzenie, nie wiadomo także, w jakich okolicznościach poznała następcę tronu księstwa Bawarii-Monachium Albrechta. Do legendy jednak przeszła ich wielka miłość, trwająca mimo dzielącej ich przepaści społecznej. Najprawdopodobniej Albrecht, jedyny syn księcia Ernesta, mimo konsekwencji jakie rodziło to dla jego przyszłości, ożenił się z Agnes wiosną 1435 r. (nie jest pewne, jaka była rola w tych wydarzeniach innych książąt bawarskich z linii na Landshut i Ingolstadt, zainteresowanych w odsunięciu Albrechta od tronu). Wysiłki księcia Ernesta w celu rozdzielenia Agnes i Albrechta nie dawały skutków. Po śmierci młodszego brata Ernesta, ten ostatni postanowił usunąć Agnes siłą, aby nie stanowiła przeszkody w utrzymaniu tronu monachijskiego przez jego syna. Podczas nieobecności Albrechta Agnes została na rozkaz Ernesta pojmana pod zarzutem uprawiania czarów i utopiona w Dunaju. Księstwo stanęło wówczas na progu wojny domowej; konflikt między ojcem i synem załagodził dopiero cesarz Zygmunt Luksemburski w 1436 r.

## Legenda
Tragiczne losy Agnes przeszły do legendy i pieśni, a począwszy od XVII w. zaczęły być przedstawiane w bardzo licznych utworach: poezji, dramacie, powieściach, przedstawieniach teatralnych, operach. Do twórców, którzy sięgali po ten temat należeli m.in. Christian Hoffmann von Hoffmannswaldau, król Bawarii Ludwik I, Christian Friedrich Hebbel, Carl Orff czy Franz Xaver Kroetz. Na historii Agnes Bernauer zostały oparte także fabuły filmowe: Le Jugement de Dieu z 1952 r. oraz jednej z czterech nowel w Amours célèbres z 1961 r. (tu rolę Agnes Bernauer zagrała Brigitte Bardot). W Straubing i Vohburg odbywają się też cykliczne festiwale związane z legendą Agnes Bernauer.